# Cala Premsa del Tino
Cala Premsa del Tino és una obra barroca de Guissona (Segarra) inclosa a l'Inventari del Patrimoni Arquitectònic de Catalunya.

## Descripció
Edifici de pedra de tres plantes amb golfa. Actualment en tenim una visió fragmentada, ja que manca una part de l'antic edifici.
Accedim a aquesta construcció a través d'una porta dovellada amb arc escarser envoltada per carreus de pedra molt ben tallats. Una rajola de ceràmica ens indica que aquesta és "Cala Premsa del Tino". Podem llegir una incripció en una pedra amb la data "1771", per tant ens fa pensar que aquesta casa va ser construïda a mitjans del segle xviii.
Al primer pis una porta de balcó amb motllura llisa i una barana de forja, a la dreta de la qual trobem una petita obertura rectangular en forma d'espitllera.
La segona planta presenta dues finestres rectangulars simples, damunt les quals hi ha dues obertures el·lipsoidals que il·luminen la golfa.
Coronant l'edifici hi ha un ràfec d'arquadions cegues que compleix una funció purament decorativa.